# Changbai-Shan-Vulkangruppe
Die Changbai-Shan-Vulkangruppe (长白山火山群,  Changbai Shan huoshanqun) ist eine Gruppe von über 100 Vulkanen im Changbai-Gebirge (Changbai Shan) am Stillen Ozean. Sie liegt im Süden der chinesischen Provinz Jilin auf dem Gebiet von Fusong im Grenzgebiet der Volksrepublik China und Nordkoreas.  
Ihr berühmtester und aktivster Vulkan ist der Himmelssee (Tian Chi)-Vulkan des Baitou Shan (长白山天池火山,  Baitoushan Tianchi huoshan), koreanisch Paektusan, auf der Grenze beider Länder.

## Vulkane der Changbai-Shan-Vulkangruppe
- Xi'emaodingzi 西鹅毛顶子
- Dong'emaodingzi 东鹅毛顶子
- Xitudingzi 西土顶子
- Dongtudingzi 东土顶子
- Xima'anshan 西马鞍山
- Dongma'anshan 东马鞍山
- Chifeng 赤峰
- Laofangzixiaoshan 老房子小山